# Isabella C. Blum
Isabella C. Blum (Milano, 6 maggio 1958) è una traduttrice e biologa italiana.
È specializzata in traduzione scientifica, sia di testi di divulgazione che di saggistica creativa. Ha tradotto libri di Oliver Sacks, Antonio Damasio, Stephen J. Gould, Francis Crick, James Dewey Watson, Charles Darwin, John. D. Barrow, Michael Pollan, Edward O. Wilson per importanti case editrici italiane, come Einaudi, Adelphi, Codice Edizioni, Longanesi, Zanichelli, Rizzoli, Bollati Boringhieri, Feltrinelli, UTET, Le Monnier.
Ha frequentato il Liceo Manzoni di Milano, dove ha avuto come professore Quirino Principe. In seguito, si è laureata in biologia con una successiva specializzazione in biologia applicata. 
Ha cominciato la sua carriera di traduttrice nel 1984; soprattutto nei primi due decenni di attività come traduttrice, ha tradotto anche articoli scientifici legati a biologia, medicina e psicologia. 
A partire dal 1987 ha iniziato a collaborare con le principali case editrici italiane. 
Organizza corsi di traduzione scientifica e letteraria, dei quali copre personalmente la docenza.  
Ha lavorato anche come docente per la laurea specialistica in traduzione presso l’Istituto per Interpreti e Traduttori di Milano; e nel corso di laurea in Mediazione Linguistica e Culturale e in quello di "Lingue e Culture per la Comunicazione e la Cooperazione Internazionale" presso l’Università Statale di Milano.  

## Traduzioni
Di seguito una selezione delle opere e autori tradotti.  

### Opere di Oliver Sacks
- Emicrania, 1992
- Un antropologo su Marte, 1995
- L’isola dei senza colore, 1997
- Zio Tungsteno, 2002
- Musicofilia, 2008
- L’occhio della mente, 2011
- Allucinazioni, 2013
- In movimento, 2015
- Gratitudine, 2016
- Il fiume della coscienza, 2018
- Ogni cosa al suo posto, 2019

Tutte le opere sono uscite tramite Adelphi.

### Opere di Antonio Damasio
- Alla ricerca di Spinoza, 2003;
- Il sé viene alla mente, 2012.
- Sentire e conoscere, 2021.

### Opere di altri autori
- S.J. Gould, «Integrazione e adattamento (struttura e funzione) nell’ontogenesi e nella filogenesi: vincoli storici ed evoluzione dello sviluppo», in La struttura della teoria evolutiva, Codice Edizioni 2003; I Have Landed, ibidem 2009.
- M. Livio, La bellezza imperfetta del cosmo, Utet Libreria 2003
- H. Gardner, Il bambino come artista, Anabasi 1993;
- Intelligenze multiple, ibidem 1994;
- L’educazione delle intelligenze multiple, ibidem 1995.
- J.D. Barrow, Impossibilità, Rizzoli 1999.
- N. Tinbergen, Lo studio dell’istinto, Adelphi 1994.
- F. Crick, La scienza e l’anima, Rizzoli 1994.
- J. Watson, DNA, Adelphi 2004.
- Matt Ridley, Il gene agile, Adelphi 2005.
- C. Darwin, Taccuini, Laterza, Roma-Bari 2008;
- L’origine delle specie: abbozzo del 1842; Lettere 1844-1858; Comunicazione del 1858; Einaudi, Torino 2009.
- Carl Safina, Al di là delle parole, Adelphi, 2018.
- Carl Safina, Animali non umani, 2022.
- Peter Godfrey-Smith, Altre menti, Adelphi, 2019.

## Curatela
- Edward O. Wilson, La diversità della vita, Rizzoli, 1993.
- M. J. Plotkin, Racconti di un apprendista sciamano, Rizzoli, 1994.
- Clutton-Brock, Storia naturale della domesticazione dei mammiferi, Bollati Boringhieri, 2001.
- Freeman Dyson, Origini della vita, Bollati Boringhieri, 2002.
- J.R. Krebs e N.B. Davies, Ecologia e comportamento animale, Bollati Boringhieri, 2002.

## Premi e riconoscimenti
- Premio Monselice per la traduzione scientifica: segnalazione della giuria negli anni 2002, 2003, 2008 e 2012.
- Premio di traduzione “Giovanni, Emma e Luisa Enriques” alle Giornate della traduzione letteraria 2020.